# Championnat d'Amérique du Nord masculin de volley-ball des moins de 19 ans 2006
Navigation
Édition précédente Édition suivante
Le 5e Championnat d'Amérique du Nord de volley-ball masculin des moins de 19 ans s'est déroulé du 22 août 2006 au 27 août 2006 à Bayaguana, République dominicaine. Il a mis aux prises les sept meilleures équipes continentales.

## Équipes présentes
| - République dominicaine - Mexique - États-Unis - Canada | - Porto Rico - Cuba - Guatemala |

## Compétition

### Tour préliminaire

#### Composition des poules
| Poule A                                                | Poule B             |
| ------------------------------------------------------ | ------------------- |
| États-Unis Porto Rico République dominicaine Guatemala | Cuba Mexique Canada |

#### Poule A
| # | Équipe                 | Pts | J | G | P | Sp | Sc | Ratio | Pp  | Pc  | Ratio |
| - | ---------------------- | --- | - | - | - | -- | -- | ----- | --- | --- | ----- |
| 1 | Porto Rico             | 6   | 3 | 3 | 0 | 9  | 0  | MAX   | 226 | 155 | 1.458 |
| 2 | États-Unis             | 5   | 3 | 2 | 1 | 6  | 3  | 2     | 215 | 171 | 1.257 |
| 3 | République dominicaine | 4   | 3 | 1 | 2 | 3  | 7  | 0.429 | 204 | 218 | 0.936 |
| 4 | Guatemala              | 3   | 3 | 0 | 3 | 1  | 9  | 0.111 | 145 | 246 | 0.589 |

#### Poule B
| # | Équipe  | Pts | J | G | P | Sp | Sc | Ratio | Pp  | Pc  | Ratio |
| - | ------- | --- | - | - | - | -- | -- | ----- | --- | --- | ----- |
| 1 | Cuba    | 4   | 2 | 2 | 0 | 6  | 0  | MAX   | 150 | 114 | 1.316 |
| 2 | Canada  | 3   | 2 | 1 | 1 | 3  | 3  | 1     | 126 | 138 | 0.913 |
| 3 | Mexique | 2   | 2 | 0 | 2 | 0  | 6  | 0     | 127 | 151 | 0.841 |

### Phase de classement

#### Classement 1-4
|  | Quarts de finale            | Quarts de finale           |                                   |                                   | Demi-finales                            | Demi-finales                            |  |  | Finale                      | Finale                      |
|  | Quarts de finale            | Quarts de finale           |                                   |                                   | Demi-finales                            | Demi-finales                            |  |  | Finale                      | Finale                      |
|  |                             |                            |                                   |                                   |                                         |                                         |  |  |                             |                             |
|  | 25.08.06, 25-16 25-9 25-23  | 25.08.06, 25-16 25-9 25-23 |                                   |                                   | 26.08.06, 25-18 25-23 21-25 21-25 13-15 | 26.08.06, 25-18 25-23 21-25 21-25 13-15 |  |  | 27.08.06, 20-25 22-25 21-25 | 27.08.06, 20-25 22-25 21-25 |
|  | 25.08.06, 25-16 25-9 25-23  | 25.08.06, 25-16 25-9 25-23 |                                   |                                   | 26.08.06, 25-18 25-23 21-25 21-25 13-15 | 26.08.06, 25-18 25-23 21-25 21-25 13-15 |  |  | 27.08.06, 20-25 22-25 21-25 | 27.08.06, 20-25 22-25 21-25 |
|  | 25.08.06, 25-16 25-9 25-23  | 25.08.06, 25-16 25-9 25-23 | Cuba                              | 2                                 |                                         |                                         |  |  | 27.08.06, 20-25 22-25 21-25 | 27.08.06, 20-25 22-25 21-25 |
|  | États-Unis                  | 3                          | Cuba                              | 2                                 |                                         |                                         |  |  | 27.08.06, 20-25 22-25 21-25 | 27.08.06, 20-25 22-25 21-25 |
|  | États-Unis                  | 3                          | États-Unis                        | 3                                 |                                         |                                         |  |  | 27.08.06, 20-25 22-25 21-25 | 27.08.06, 20-25 22-25 21-25 |
|  | Mexique                     | 0                          | États-Unis                        | 3                                 |                                         |                                         |  |  | 27.08.06, 20-25 22-25 21-25 | 27.08.06, 20-25 22-25 21-25 |
|  | Mexique                     | 0                          | 26.08.06, 25-19 16-25 16-25 19-25 | 26.08.06, 25-19 16-25 16-25 19-25 | États-Unis                              | 0                                       |  |  |                             |                             |
|  | 25.08.06, 25-21 25-20 25-19 |                            | 26.08.06, 25-19 16-25 16-25 19-25 | 26.08.06, 25-19 16-25 16-25 19-25 | États-Unis                              | 0                                       |  |  |                             |                             |
|  |                             | Porto Rico                 | 26.08.06, 25-19 16-25 16-25 19-25 | 26.08.06, 25-19 16-25 16-25 19-25 | 3                                       |                                         |  |  |                             |                             |
|  | Canada                      | Porto Rico                 | 26.08.06, 25-19 16-25 16-25 19-25 | 26.08.06, 25-19 16-25 16-25 19-25 | 3                                       | 3                                       |  |  |                             |                             |
|  | Canada                      | Canada                     | 1                                 |                                   |                                         | 3                                       |  |  |                             |                             |
|  | République dominicaine      | Canada                     | 1                                 | 0                                 |                                         |                                         |  |  |                             |                             |
|  | République dominicaine      | Porto Rico                 | 3                                 | 0                                 |                                         |                                         |  |  |                             |                             |
|  |                             | Porto Rico                 | 3                                 | Match pour la 3e place            |                                         |                                         |  |  |                             |                             |
|  |                             |                            |                                   |                                   |                                         |                                         |  |  |                             |                             |
|  | 27.08.06, 25-22 25-18 25-21 |                            |                                   |                                   |                                         |                                         |  |  |                             |                             |
|  |                             |                            |                                   |                                   |                                         |                                         |  |  |                             |                             |
|  | Cuba                        | 3                          |                                   |                                   |                                         |                                         |  |  |                             |                             |
|  | Cuba                        | 3                          |                                   |                                   |                                         |                                         |  |  |                             |                             |
|  | Canada                      | 0                          |                                   |                                   |                                         |                                         |  |  |                             |                             |
|  | Canada                      | 0                          |                                   |                                   |                                         |                                         |  |  |                             |                             |

## Classement final
| Place              | Équipe                 |
| ------------------ | ---------------------- |
| Médaille d'or      | Porto Rico             |
| Médaille d'argent  | États-Unis             |
| Médaille de bronze | Cuba                   |
| 4                  | Canada                 |
| 5                  | Mexique                |
| 6                  | République dominicaine |
| 7                  | Guatemala              |

## Distinctions individuelles
- MVP : Omar Rivera
- Meilleur marqueur : Hayden Reynoso
- Meilleur attaquant : Armando Danger
- Meilleur contreur : Tyler Jaynes
- Meilleur serveur : Rolando Cepeda
- Meilleur passeur : Leandro Macias
- Meilleur défenseur : Dennis del Valle
- Meilleur réceptionneur : Dennis del Valle
- Meilleur libero : Dennis del Valle